# Иваново детство
Иваново детство (на руски: Иваново детство) е черно-бял филм от 1962 г. на руския (съветски) режисьор Андрей Тарковски. Филмът е създаден по разказа „Иван“ на писателя Владимир Богомолов.

## Сюжет
Внимание:  Текстът по-долу разкрива сюжета на произведението (или части от него)!
На фронтовата линия руските часови залавят дванадесетгодишно момче и го отвеждат при старши лейтенант Галцев. Хлапакът отказва да отговаря на каквито и да е въпроси и иска от Галцев незабавно да го свърже с щаба на 51 полк. Много неохотно офицерът изпълнява искането. Учудването му е голямо, когато разбира, че мърлявото момче е изключително ценният разузнавач Иван Бондарев.
Втората световна война е в разгара си. Германски войници убиват майката и сестрата на Иван. Внезапно неговото детство свършва. Сега единственото, за което си струва да живее, е да отмъщава на немците, които дълбоко мрази. Когато Галцев показва на Иван книга с репродукции на Албрехт Дюрер, той отказва да повярва, че немците могат да бъдат художници, учени и лекари. Напразно искат да го пратят в тила. Момчето вижда себе си само като войник на фронта.
Войната, най-голямото бедствие за човечеството, отнема всичко на Иван: семейството, детството, а накрая и живота му.

## В ролите
- Николай Бурляев – Иван Бондарев
- Евгений Жариков – старши лейтенант Галцев
- Николай Гринко – подполковник Грязнов
- Валентин Зубков – капитан Холин
- Валентина Малявина – Маша, фелдшер
- Андрей Кончаловски – войник
- Владимир Макаренков -
- Степан Крилов – Катасонов
- Дмитрий Милютенко – Стареца
- Ирина Тарковская (Ирма Рауш) – майката на Иван [1]

## За филма
За основа на своя сценарий Михаил Папава ползва разказа „Иван“ от 1957 г. на Владимир Богомолов, който печели широка популярност и е преведен на над 20 езика. В първия си вариант сценарият завършва със случайна среща във влака между Галцев и считания за убит от немците Иван. Последният е женен и очаква дете. Този завършек, който променя смисъла на историята, не се харесва на писателя. След негова намеса Папава пише втори финал, отговарящ на случващото се в разказа.
Първоначално екранизацията е поверена на режисьора Едуард Абалов. Художественият съвет, свикан през 1960 г., остава недоволен от качеството на неговата работа. Така задачата преминава към Тарковски, за когото това е първият пълнометражен филм. Снимките започват на 15 юни 1961 г. и продължават 5 месеца. През август 1962 г. „Иваново детство“ прави своята световна премиера. Художествената визия и нетрадиционният поглед на младия режисьор, който акцентира не на военните действия, а върху вътрешния свят на героя си, носят на филма голямата награда „Златен лъв“ от кинофестивала във Венеция. Още с дебюта си Тарковски става име в киноизкуството.

## Екип
- Сценарий – Владимир Богомолов, Михаил Папава
- Режисьор – Андрей Тарковски
- Оператор – Вадим Юсов
- Композитор – Вячеслав Овчинников
- Звукорежисьор – Инна Зеленцова
- Художник-постановчик – Евгений Черняев
- Монтаж – Людмила Фейгинова
- Продуцент – Глеб Кузнецов

## Награди
- 1962 г. – Приз „Златен лъв“ за Андрей Тарковски от Международния филмов фестивал във Венеция
- 1962 г. – Приз в категорията „Най-добър режисьор“ за Андрей Тарковски от Международния филмов фестивал в Сан Франциско
- 1963 г. – Приз от Международния кинофестивал в Акапулко, Мексико
- 1970 г. – Специален диплом на Международния филмов фестивал в Карлови Вари, Чехия